# Sportåret 1832

## Händelser

### Boxning
- 8 maj – James Burke besegrar Jack Carter i Woolwich. Matchen varar i 25 minuter över elva ronder.[1]

- 25 juni – Jem Ward drar sig tillbaka men ger inte upp sin engelska mästerskapstitel i tungvikt till utmanaren James Burke.[1][2]

- Okänt datum – William Thompson besegrar Joe Hanley. Matchen varar i 16 ronder.[3]

- Oktober – William Thompson besegrar Bill Fawkes. Matchen varar i elva ronder.[3]

## Födda

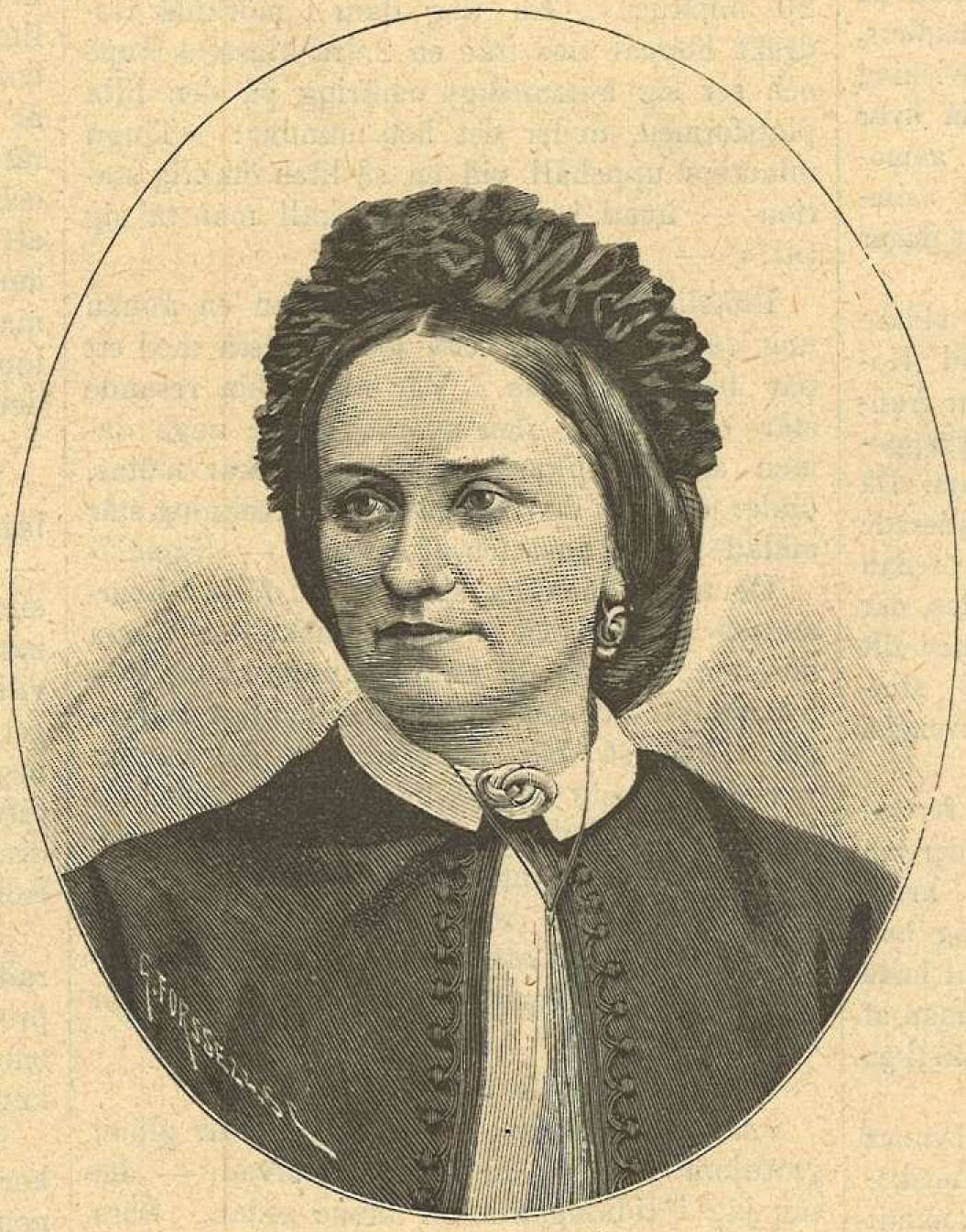
Nancy Edberg.

- 12 november – Nancy Edberg, svensk simlärare[4]

## Bildade föreningar och klubbar
- 2 januari – Orchard Lake Curling Club, USA:s första curlingklubb[5] (uppgiften är omstridd[6])